# Trumilly
Trumilly ist eine französische Gemeinde mit 521 Einwohnern (Stand: 1. Januar 2022) im Département Oise in der Region Hauts-de-France. Sie gehört zum Arrondissement Senlis und zum Kanton Crépy-en-Valois.

## Geographie
Die Gemeinde Trumilly liegt etwa 29 Kilometer ostnordöstlich von Senlis und etwa 20 Kilometer südsüdwestlich von Compiègne. Umgeben wird Trumilly von den Nachbargemeinden Néry im Norden, Rocquemont im Nordosten und Osten, Duvy im Osten, Auger-Saint-Vincent und Fresnoy-le-Luat im Süden sowie Rully im Westen.

## Einwohner
| Jahr                       | 1962 | 1968 | 1975 | 1982 | 1990 | 1999 | 2006 | 2013 | 2021 |
| -------------------------- | ---- | ---- | ---- | ---- | ---- | ---- | ---- | ---- | ---- |
| Einwohner                  | 342  | 271  | 3836 | 390  | 511  | 496  | 542  | 523  | 521  |
| Quellen: Cassini und INSEE |      |      |      |      |      |      |      |      |      |

## Sehenswürdigkeiten
- Kirche Notre-Dame aus dem 13. Jahrhundert, seit 1914 Monument historique
- Schloss Cornon auf dem gleichnamigen Berg
- Taubenturm
- Pfarrhaus

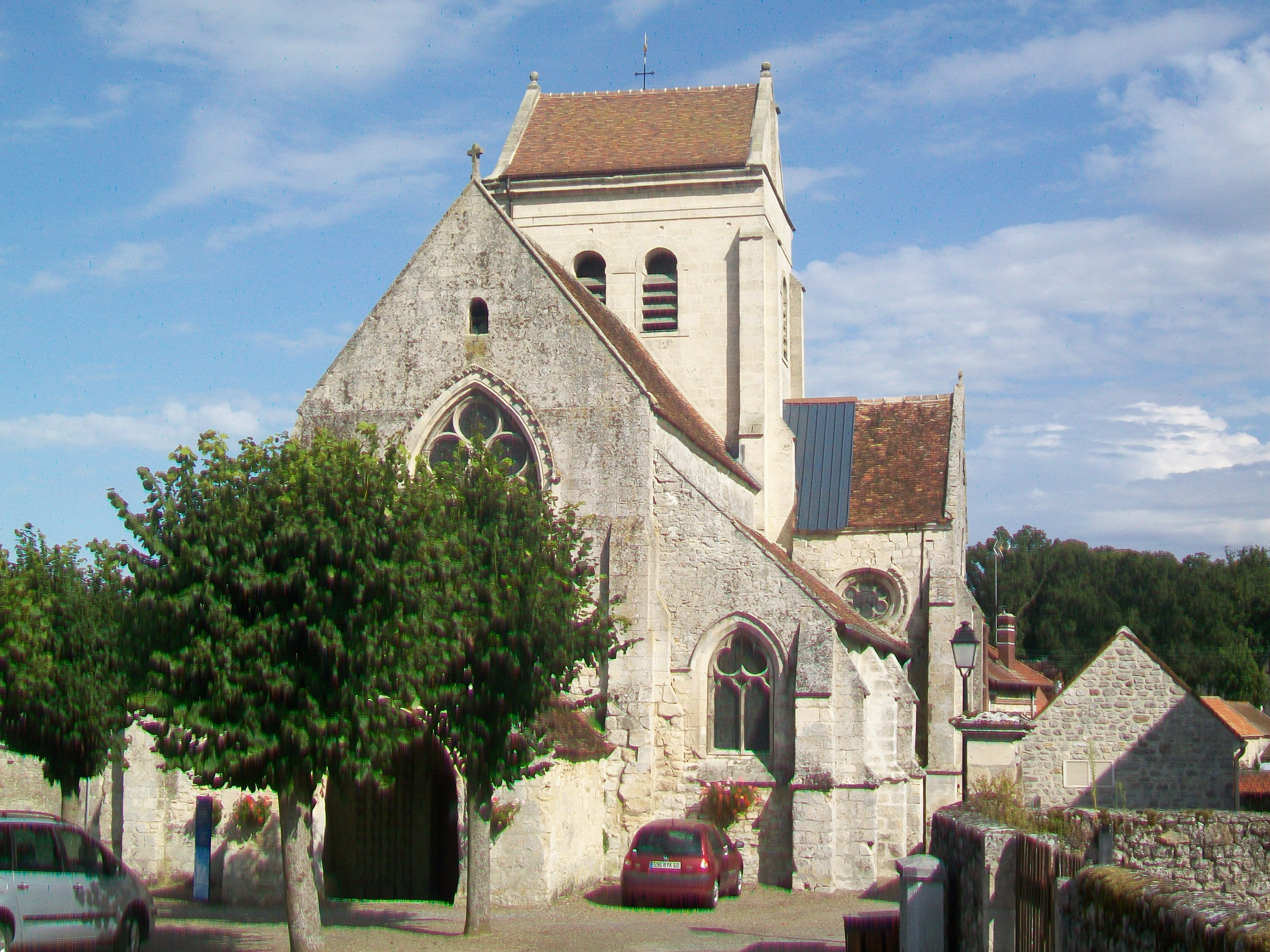
Kirche Notre-Dame
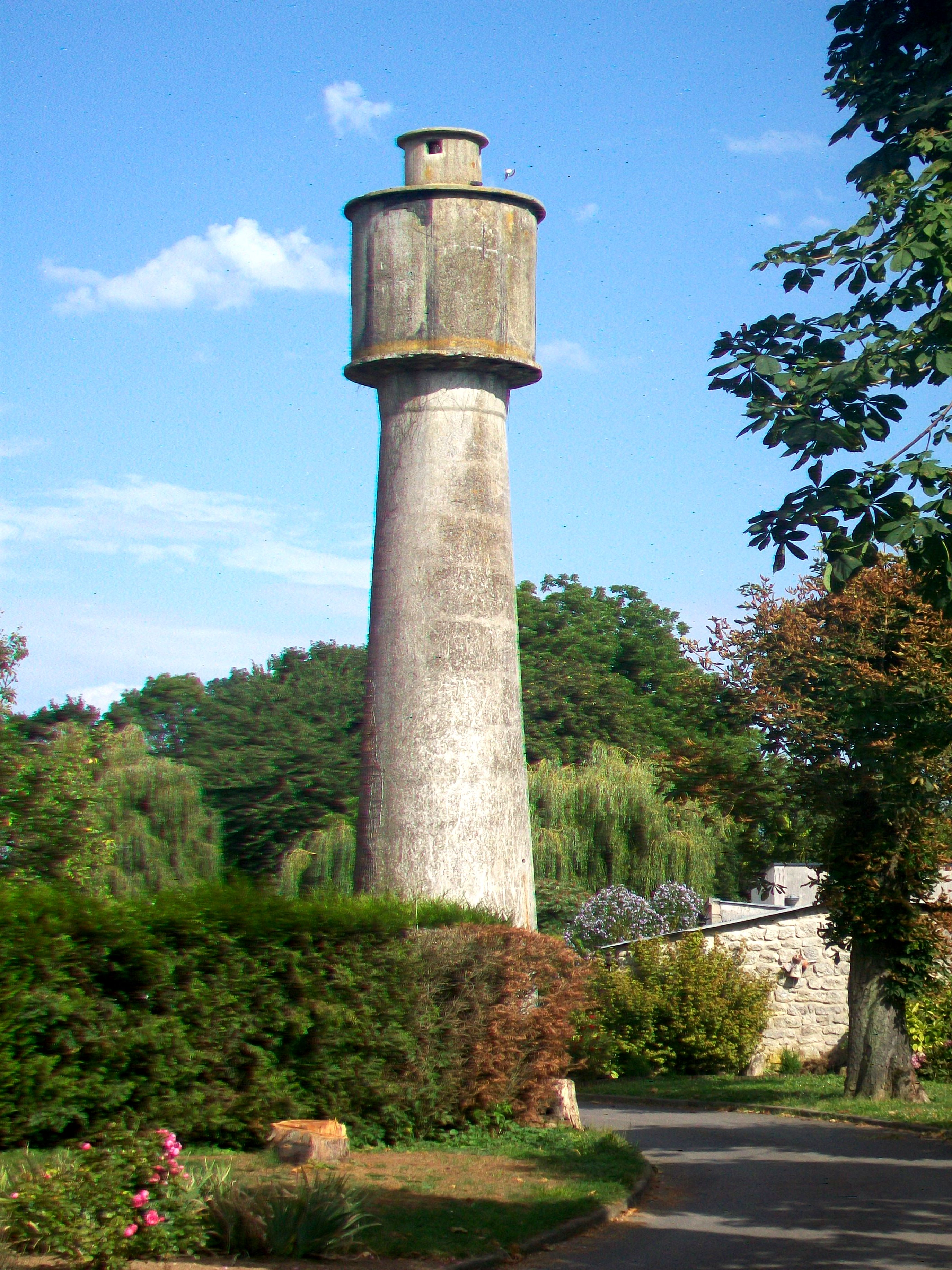
Ehemaliger Wasserturm
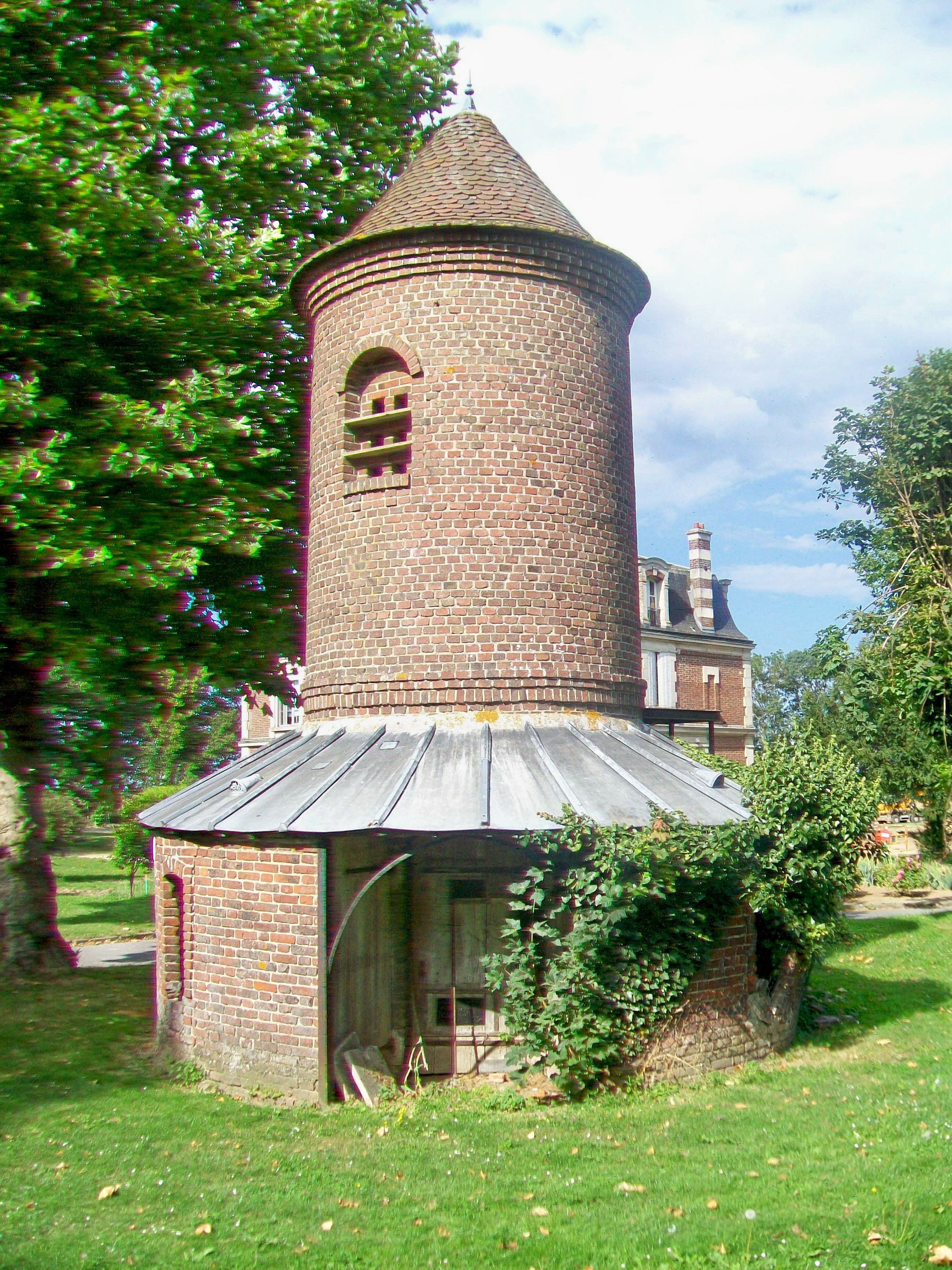
Taubenturm
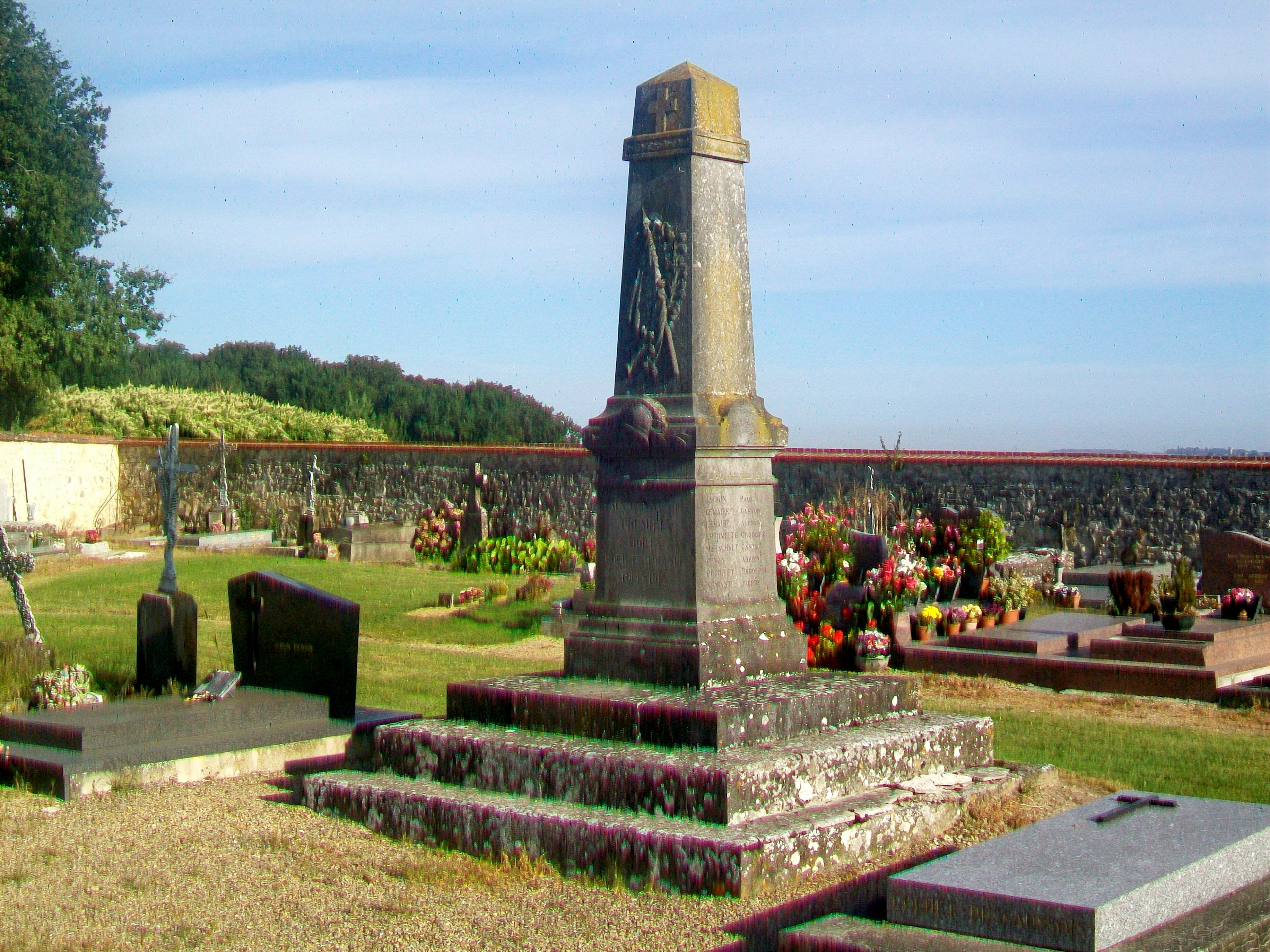
Gefallenendenkmal